# Conducteur (théorie du corps de classes)
En théorie algébrique des nombres, le conducteur d'une extension abélienne finie de corps locaux ou globaux fournit une mesure quantitative de la ramification dans l'extension. La définition du conducteur est liée à la réciprocité d'Artin.

## Conducteur local
Soit L/K une extension abélienne finie de corps locaux non-archimédiens. Le conducteur de L/K, noté {\displaystyle {\mathfrak {f}}(L/K)}, est le plus petit entier non négatif n tel que le groupe unitaire supérieur
{\displaystyle U^{(n)}=1+{\mathfrak {m}}_{K}^{n}=\left\{u\in {\mathcal {O}}^{\times }:u\equiv 1\,\left(\operatorname {mod} {\mathfrak {m}}_{K}^{n}\right)\right\}}
est contenu dans NL/K(L×), où NL/K est la norme et {\displaystyle {\mathfrak {m}}_{K}} est l'idéal maximal de K. De manière équivalente, n est le plus petit entier tel que le  morphisme d'Artin locale soit triviale sur {\displaystyle U_{K}^{(n)}}. Parfois, le conducteur est défini comme {\displaystyle {\mathfrak {m}}_{K}^{n}} où n est comme ci-dessus.
Le conducteur d'une extension mesure la ramification. Qualitativement, l'extension est non-ramifiée si, et seulement si, le conducteur est nul, et elle est modérément ramifiée si, et seulement si, le conducteur est 1. Plus précisément, le conducteur calcule la non-trivialité des groupes de ramification supérieure : si s est le plus grand entier pour lequel le groupe de ramification supérieure Gs est non trivial, alors {\displaystyle {\mathfrak {f}}(L/K)=\eta _{L/K}(s)+1}.
Le conducteur de L/K est également lié aux conducteurs d'Artin de caractères du groupe de Galois Gal(L/K). Plus précisément,
{\displaystyle {\mathfrak {m}}_{K}^{{\mathfrak {f}}(L/K)}=\operatorname {ppcm} \limits _{\chi }{\mathfrak {m}}_{K}^{{\mathfrak {f}}_{\chi }}}
où χ varie sur tous les caractères complexes de Gal(L/K), {\displaystyle {\mathfrak {f}}_{\chi }} est le conducteur d'Artin de χ, et ppcm est le plus petit commun multiple.

### Corps généraux
Le conducteur peut être défini de la même manière pour L/K une extension galoisienne finie non nécessairement abélienne de corps locaux Cependant, il ne dépend que de Lab/K, l'extension abélienne maximale de K dans L, grâce au théorème de limitation de norme, qui stipule que, dans cette situation,.
{\displaystyle N_{L/K}\left(L^{\times }\right)=N_{L^{\text{ab}}/K}\left(\left(L^{\text{ab}}\right)^{\times }\right).}
De plus, le conducteur peut être défini lorsque L et K sont autorisés à être légèrement plus généraux que locaux, à savoir s'il s'agit de corps valués complets avec un champ résiduel quasi-fini.

## Conducteur global

### Corps de nombres
Le conducteur d'une extension abélienne L/K de corps de nombres peut être défini, de manière similaire au cas local, à l'aide de la réciprocité d'Artin. Plus précisément, soit θ : Im → Gal(L/K ) soit l'application globale d'Artin où le module m est un module définissant L / K ; on dit que la réciprocité d'Artin tient pour m si θ se factorise par le groupe de classes de rayons modulo (en) m. On définit le conducteur de L/K, noté {\displaystyle {\mathfrak {f}}(L/K)}, le facteur commun le plus élevé de tous les modules pour lesquels la réciprocité est valable ; en fait, la réciprocité vaut pour {\displaystyle {\mathfrak {f}}(L/K)}, c'est donc le plus petit de ces modules,,.

#### Exemple
- Prenant comme base le corps des nombres rationnels, le théorème de Kronecker-Weber énonce qu'un corps de nombres algébriques K est abélien sur Q si et seulement s'il s'agit d'un sous-corps d'un corps cyclotomique {\displaystyle \mathbf {Q} \left(\zeta _{n}\right)}, où {\displaystyle \zeta _{n}} désigne une racine primitive n ième de l'unité[14]. Si n est le plus petit entier pour lequel cela est vrai, le conducteur de K est alors n si K est fixe par conjugaison complexe et {\displaystyle \infty } autrement.
- Soit {\displaystyle \mathbf {Q} \left({\sqrt {d}}\right)/\mathbf {Q} } où d est un entier sans carré. Alors[15],
{\displaystyle {\mathfrak {f}}\left(\mathbf {Q} \left({\sqrt {d}}\right)/\mathbf {Q} \right)={\begin{cases}\left|\Delta _{\mathbf {Q} \left({\sqrt {d}}\right)}\right|&{\text{pour }}d>0\\\infty \left|\Delta _{\mathbf {Q} \left({\sqrt {d}}\right)}\right|&{\text{pour }}d<0\end{cases}}}

où {\displaystyle \Delta _{\mathbf {Q} ({\sqrt {d}})}} est le discriminant de {\displaystyle \mathbf {Q} \left({\sqrt {d}}\right)/\mathbf {Q} } .

#### Relation avec les conducteurs locaux et ramification
Le conducteur global est le produit de conducteurs locaux :
{\displaystyle {\mathfrak {f}}(L/K)=\prod _{\mathfrak {p}}{\mathfrak {p}}^{{\mathfrak {f}}\left(L_{\mathfrak {p}}/K_{\mathfrak {p}}\right)}.}
Par conséquent, un nombre premier fini est ramifié dans L/K si, et seulement si, il divise {\displaystyle {\mathfrak {f}}(L/K)}. Un premier infini v apparaît dans le conducteur si, et seulement si, v est réel et devient complexe dans L.